# 110% Greve - en film fra virkeligheden
110% Greve - en film fra virkeligheden er en dansk ungdomsfilm fra 2004 instrueret af Vibe Mogensen, Jesper Jack og Mette-Ann Schepelern.

## Handling
Ali, Sheela og Klem bor i den københavnske forstad Greve, de er snart færdige med skolen og næsten voksne. Famlende forsøger de at finde deres ståsted i livet og ikke mindst at få styr på den forbandede svære kærlighed. Og det gør ikke det hele lettere, at forholdet til forældrene er skrøbeligt og tæt på at briste. For Ali, 16 år og flygtning fra Irak, Sheela, 15 år og adoptivbarn fra Indien, og Klem, 15 år og etnisk dansker, er det multietniske samfund en realitet på godt og ondt. Filmen følger de tre unge igennem et år med afsluttende eksamener i folkeskolen og deres første tid på gymnasiet. Et år, hvor de tager nogle beslutninger, der får afgørende betydning for deres fremtid.